# PWS-21
PWS-21 – polski sześciomiejscowy samolot pasażerski w układzie górnopłatu z końca lat 20. XX wieku konstrukcji inżynierów: Stanisława Cywińskiego i Jarosława Naleszkiewicza, zbudowany w Podlaskiej Wytwórni Samolotów w Białej Podlaskiej. Oblatana wiosną 1930 roku maszyna była testowana w PLL LOT, jednak z powodu niskich osiągów model nie został skierowany do produkcji seryjnej. Jedyny egzemplarz samolotu został rozbity na terenie wytwórni we wrześniu 1931 roku.

## Historia
Na przełomie 1928 i 1929 roku Ministerstwo Komunikacji ogłosiło konkurs na projekt lekkiego samolotu pasażerskiego w celu zastąpienia używanych na krajowych liniach lotniczych maszyn Junkers F.13. Do konkursu przystąpiły m.in. Zakłady Mechaniczne E. Plage i T. Laśkiewicz z Lublinem R.XI oraz Podlaska Wytwórnia Samolotów, z zaprojektowanym przez inżynierów Stanisława Cywińskiego i Jarosława Naleszkiewicza samolotem oznaczonym PWS-21. Według pierwotnego projektu samolot miał być zastrzałowym górnopłatem z drewnianym prostokątno-trapezowym skrzydłem krytym płótnem. Masa własna płatowca miała wynosić 950 kg, zaś masa startowa 1700 kg; samolot miał osiągać prędkość maksymalną 190 km/h i pułap 3000 metrów. Do projektu szereg uwag wniosły linie lotnicze PLL LOT, żądając m.in. zwiększenia wysokości kabiny pasażerskiej i wysunięcia kokpitu przed płat. W rezultacie projekt pierwotny został zarzucony na rzecz nowego, opracowanego na początku 1929 roku i oznaczonego PWS-21 bis. Samolot dostosowany został do wymagań przyszłego użytkownika: wysokość kabiny pasażerskiej zwiększono do 1,8 metra i przesunięto kabinę pilotów do przodu; zmieniono też obrys płata na eliptyczny i zmodyfikowano podwozie na wzór Fokkera F.VII. Budowę płatowca, zamówionego przez Ministerstwo Komunikacji, rozpoczęto w 2. połowie 1929 roku; 20 grudnia tego roku przeprowadzono na nim próby statyczne. Prototyp został oblatany w kwietniu 1930 roku na lotnisku w Białej Podlaskiej przez pilota fabrycznego Franciszka Rutkowskiego.
PWS-21 bis otrzymał znaki rejestracyjne SP-AEC, po czym został skierowany na badania do Instytutu Badań Technicznych Lotnictwa. Próby wykazały niskie osiągi maszyny (długi rozbieg, niewielką prędkość wznoszenia, niski pułap, słaby zasięg oraz niewielką prędkość przelotową) ze względu na przekroczoną o prawie 40% masę, co wynikało po części z wygórowanych wymagań PLL LOT.
Mimo złych wyników testów w 1931 roku samolot został przekazany PLL LOT do próbnej eksploatacji, jednak po wykonaniu zaledwie jednego lotu linie zwróciły samolot do wytwórni, która w tym czasie pracowała już nad następną konstrukcją samolotu pasażerskiego – PWS-24. Jedyny zbudowany egzemplarz PWS-21 bis został rozbity 21 września 1931 roku na lotnisku fabrycznym w wyniku omyłkowego skrzyżowania linek sterowych.

## Opis konstrukcji i dane techniczne

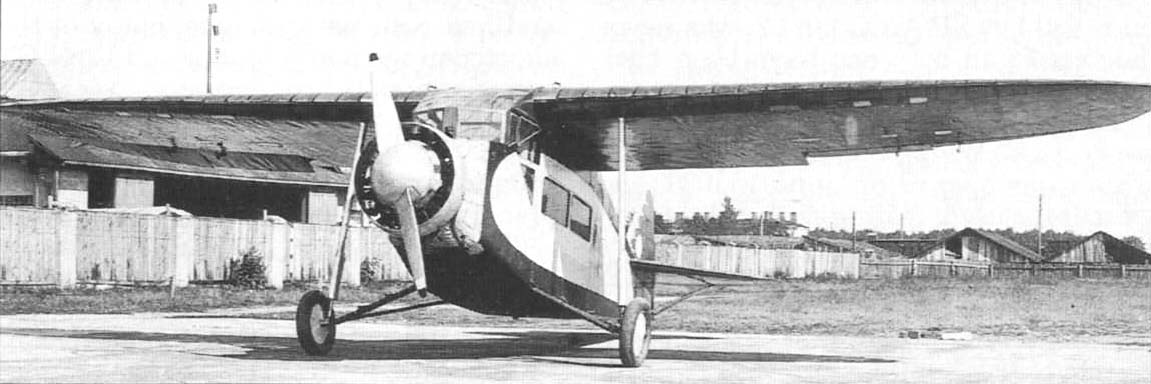
PWS-21 bis od przodu.

PWS-21 był jednosilnikowym, sześciomiejscowym (czterech pasażerów i dwie osoby załogi) górnopłatem pasażerskim o konstrukcji mieszanej. Kadłub tworzyła kratownica z rur i kątowników stalowych (nitowanych w części przedniej i spawanych w części tylnej), wykrzyżowana cięgnami stalowymi, kryta płótnem na listwach drewnianych. Przód kadłuba do ściany ogniowej był pokryty blachą aluminiową. Kabina załogi dwumiejscowa, zakryta, umieszczona przed płatem i powyżej kabiny pasażerskiej, z drzwiami z obu stron kadłuba; miejsce pilota znajdowało się z lewej strony, wyposażone w wolant. Samolot miał zdublowane sterowanie (drążek sterowy przed fotelem mechanika wyjmowany). Kabina pasażerska wyposażona była w cztery miejsca, z drzwiami z lewej strony kadłuba; za kabiną znajdowała się toaleta i bagażnik z drzwiami z prawej strony kadłuba.
Płaty prostokątno-eliptyczne, dwudźwigarowe, niedzielone, wielopodłużnicowe, wolnonośne, konstrukcji drewnianej, kryte sklejką, mocowane do kadłuba za pomocą czterech okuć. Rozpiętość skrzydeł wynosiła 15 metrów, a ich masa 300 kg. Powierzchnia nośna wynosiła 31,75 m². Napęd lotek za pomocą linek. Obciążenie powierzchni wynosiło 63,2 kg/m², zaś współczynnik obciążenia niszczącego miał wartość 7,5.
Długość samolotu wynosiła 9,44 metra, a wysokość 2,9 metra. Masa własna płatowca wynosiła 1317 kg, masa użyteczna 683 kg, zaś masa całkowita (startowa) 2000 kg. Usterzenie klasyczne, drewniane, stery kryte płótnem, a stateczniki sklejką. Statecznik pionowy przestawialny w locie; ster kierunku poruszany był linkami, a stery wysokości popychaczami. Podwozie główne trójgoleniowe, z rur stalowych, mocowane do płatów, z amortyzatorami olejowo-powietrznymi Vickers. Z tyłu płoza ogonowa, wykonana ze rur stalowych, także z amortyzatorem olejowo-powietrznym.
Napęd stanowił chłodzony powietrzem 9-cylindrowy silnik gwiazdowy Wright Whirlwind J-5 produkcji Polskich Zakładów Škody o mocy nominalnej 162 kW (220 KM) przy 1800 obr./min, mocy startowej 240 KM i masie 240 kg, napędzający stałe, metalowe, dwułopatowe śmigło ciągnące AWK-C o średnicy 2,75 metra, z kołpakiem z blachy aluminiowej. Łoże silnika spawane z rur stalowych, który osłonięty był pierścieniem Townenda. Obciążenie mocy wynosiło 9,1 kg/KM. Umieszczone w centropłacie zbiorniki paliwa miały pojemność 250 litrów. Prędkość maksymalna wynosiła 167 km/h, prędkość przelotowa 140 km/h, zaś prędkość minimalna 93 km/h. Przelotowe zużycie paliwa wynosiło 50-58 litrów/h. Maszyna osiągała pułap 1300 metrów z prędkością wznoszenia wynoszącą 1,3 m/s. Zasięg samolotu wynosił 600 km.

### Malowanie
Samolot PWS-21 bis pomalowany był na biało-granatowo, ze skrzydłami w naturalnym kolorze drewna, pokrytymi bezbarwnym lakierem; przód kadłuba w kolorze blachy aluminiowej. Znaki rejestracyjne namalowane były w kolorze czarnym.